# レザー・ジャケッツ
『レザー・ジャケッツ』（Leather Jackets）は、1986年に発表されたエルトン・ジョンのアルバム

## 解説
最もセールスが伸び悩んだ一作。11曲中6曲が前作のアウトテイク（未収録曲）である。当時のエルトンの不調がうかがえる。エルトンは後年のインタビューでドラッグをやっていてあまり記憶がないと語っている。
ジャケット裏面はタイトル通りに、革のジャケットを着込んだバンド・メンバーが写っている。
「ドント・トラスト・ザット・ウーマン」はシェールとの共作。「スロー・リヴァー」はクリフ・リチャードとのデュエット。
後の音源リマスターもこの1枚だけなされなかったうえ、CD再発時も最も発売が遅れたアルバムとなった。

## 収録曲
1. レザー・ジャケッツ - "Leather Jackets"
2. 真実の炎 - "Hoop of Fire"
3. ドント・トラスト・ザット・ウーマン - "Don't Trust That Woman"
4. ゴー・イット・アローン - "Go It Alone"
5. ジプシー・ハート - "Gypsy Heart"
6. スロー・リヴァー - "Slow Rivers"（with クリフ・リチャード）
7. ハートエイク - "Heartache All Over the World"
8. アンジェリーヌ - "Angeline"
9. メモリー・オブ・ラヴ - "Memory of Love"
10. パリの恋 - "Paris"
11. アイ・フォール・アパート - "I Fall Apart"

- 作詞 バーニー・トーピン、3：シェール、9：ゲイリー・オズボーン
- 作曲 エルトン・ジョン、3：エルトン&シェール、8：エルトン&アラン・キャンベル

## アルバム参加ミュージシャン
- エルトン・ジョン - ボーカル、ピアノ、MIDIピアノ (3)
- デイビー・ジョンストン - ギター (1,4,7,9,10)、エレクトリックギター (2,3,5,6,8,11)、アコースティックギター (2,3,5)、バック・ボーカル (4,5,7-10)
- チャーリー・モルガン - ドラム (3,4,6,7,9-11)、エレクトリックパーカッション (4)
- デヴィッド・ペイトン - ベース (2,3,5,9-11)
- フレッド・マンデル - シンセサイザー (1)、シンセサイザー・シーケンサー・プログラミング (1,4,7)、DX7 (2,6,9)、コルグ DW 8000 (3,10)、JX8P (4,11)、ジュピター8 (5,6,10,11)、プロフェット2000 (7)、ローランド P60 (7,9)、TX ローズ (10)、ピアノ (11)

- ジェームズ・ニュートン・ハワード - ストリングス・アレンジ&指揮 (6)
- ガス・ダッジョン - エレクトリックパーカッション (1,4,7)、Drums Programming (1)
- グラハム・ディクソン (Graham Dickson) - エレクトリックパーカッション (1,3,4,7)
- デヴィッド・マタック - ドラム (2,5)
- ポール・ウェストウッド - ベース (6)
- フランク・リコッティ - パーカッション (2)
- ジョディ・リンスコット (Jody Linscott) - パーカッション (3,10)、タンバリン (8)
- アラン・カーヴェル - バック・ボーカル (2,4,5,7-10)
- ケイティ・キッソン - バック・ボーカル (2)
- ピート・ウィングフィールド - バック・ボーカル (2)
- シャーリー・ルイス (Shirley Lewis) - バック・ボーカル (4,5,8-10)
- ゴードン・ネヴィル (Gordon Neville) - バック・ボーカル (4,5,7-10)
- ヴィッキー・ブラウン (Vicky Brown) - バック・ボーカル (7)
- アルベルト・ブックフルト (Albert Boekholt) - エミュレーター・ボーカル (9)

- クリフ・リチャード - ボーカル (6)
- キキ・ディー - バック・ボーカル (6)
- ロジャー・テイラー - ドラム (8)
- ジョン・ディーコン - ベース (8)

## 製作
- ガス・ダッジョン - プロデューサー
- スティーヴ・ブラウン - コーディネーター
- グラハム・ディクソン - エンジニア
- ジョン・リード - マネージメント
- デヴィッド・コスタ - アート・ディレクション
- ジェレド・マンコウィッツ (Gered Mankowitz) - 写真